# Carles III del Regne Unit
  Carles III del Regne Unit  (anglès: Charles III, King of the United Kingdom)  (Palau de Buckingham, 14 de novembre de 1948) es va convertir en rei el 8 de setembre de 2022, després de la mort de la seva mare, Elisabet II. És el monarca de diversos països i territoris de la Commonwealth: Regne Unit, Bahames, Jamaica, Nova Zelanda, Austràlia, Grenada, Saint Vincent i les Grenadines, Papua Nova Guinea, Canadà, Saint Christopher i Nevis, Illes Salomó, Belize, Antigua i Barbuda, Saint Lucia i Tuvalu. També ostenta altres títols, com Duc de Lancaster i Cap de la Commonwealth. Abans de convertir-se en rei, Carles III tenia els següents títols: Príncep de Gal·les (1958–2022), Hereu Aparent del Regne Unit (1952–2022), Duc d'Edimburg (2021–2022), Duc de Cornualla (1952–2022) i Duc de Rothesay (1952–2022). Carles III es va casar dues vegades: una amb Diana de Gal·les, amb qui va tenir dos fills: Guillem de Gal·les i Enric de Sussex, la seva segona esposa, és la reina consort Camil·la del Regne Unit.

## Naixement
Carles III va néixer el 14 de novembre de 1948 al Palau de Buckingham a Londres, Anglaterra, fill de la llavors Princesa Elisabet, Duquessa d'Edimburg (posteriorment la Reina Elisabet II), i el Duc d'Edimburg.
Carles va ser batejat al Saló de Música del Palau de Buckingham el 15 de desembre de 1948, per l'Arquebisbe de Canterbury, Dr Geoffry Fisher. Els seus padrins van ser Jordi VI del Regne Unit, la Reina Maria, la Princesa Margarita, la Marquesa de Milford Haven, David Bowes-Lió, Lady Brabourne, el Rei Haakon VII de Noruega i el Príncep Jordi de Grècia.
Per la Carta patent emesa pel seu besavi, el rei Jordi V, el títol de Príncep i Princesa Britànic i el tractament d'"Altesa Reial" era només aplicable pels fills i nets en línia paterna del Rei i fills del fill major del Príncep de Gal·les. Com que Carles era descendent per línia materna, hauria d'haver ostentat al seu naixement el títol de cortesia de Comte de Merioneth com primogènit del Duc d'Edimburg. No obstant això, el títol de Príncep i Princesa, amb tractament d'Altesa Reial, van ser atorgats als fills de la Princesa Isabel i Felip per Patent Reial del Rei Jordi VI el 22 d'octubre de 1948. D'aquesta manera, els fills de l'hereva presumpta al tron, van obtenir un status reial, encara que això no va ser així per a l'altra filla del Rei Jordi VI, la Princesa Margarita. Per això, des del seu naixement, Carles va ser conegut com "Sa Altesa Reial Príncep Carles d'Edimburg".

## Vida primerenca
El 1952, la seva mare va assumir el tron, convertint-se en la Reina Elisabet II, i immediatament el seu fill Carles esdevingué Príncep i Duc de Cornualla, això per un estatut del Rei Eduard III que donava aquest títol al fill major d'un monarca, i va ser des de llavors conegut com "S'Altesa Reial El Duc de Cornualla". També es va convertir, en la noblesa escocesa, Duc de Rothesay, Comte de Carrick i Baró de Renfrew, Senyor de les Illes.
Va assistir a la coronació de la seva mare a l'Abadia de Westminster, assegut al costat de la seva àvia la Reina Elisabet, Reina Mare i la seva tia, la Princesa Margarida. Per llavors el Príncep Carles ja era l'hereu aparent del tron Britànic.

## Educació
Carles va cursar els seus estudis en l'escola Gordonstoun a Escòcia i en el Trinity College de Cambridge. Amb la finalitat d'intentar aprendre gal·lès, Carles va estudiar en el Col·legi de Gal·les d'Aberystwyth. És el primer príncep nascut a Anglaterra que intenta seriosament aprendre el gal·lès.
En el 1958 va rebre el títol de Príncep de Gal·les encara que l'acte oficial no va tenir lloc fins a l'1 de juliol de 1969 en el castell de Caernarfon. Abans s'havien realitzat altres cerimònies en diferents llocs com el palau de Westminster, seu del Parlament.

## Regnat
Carles va accedir al tron britànic el 8 de setembre de 2022, després de la mort de la seva mare, la reina Elisabet II. Carles ha estat l'hereu britànic que més temps ha estat al tron, superant el rècord d'Eduard VII el 20 d'abril de 2011. Quan es va convertir en monarca a l'edat de 73 anys, era la persona de més edat en fer-ho, sent l'anterior posseïdor del rècord Guillem IV, que tenia 64 anys quan es va convertir en rei el 1830.
S'han fet plans per a la coronació de Carles sota el nom en clau d'Operació Orbe Daurat. El comitè està presidit per Edward Fitzalan-Howard, divuitè duc de Norfolk, que ostenta el títol hereditari de comte mariscal. L'operació està formada per membres destacats de l'aristocràcia i altres dignataris, i està constitucionalment separada dels càrrecs privats de Carles o de la Reina. Els informes suggereixen que la cerimònia de coronació de Carles serà més senzilla i de menor escala que la de la seva mare el 1953.

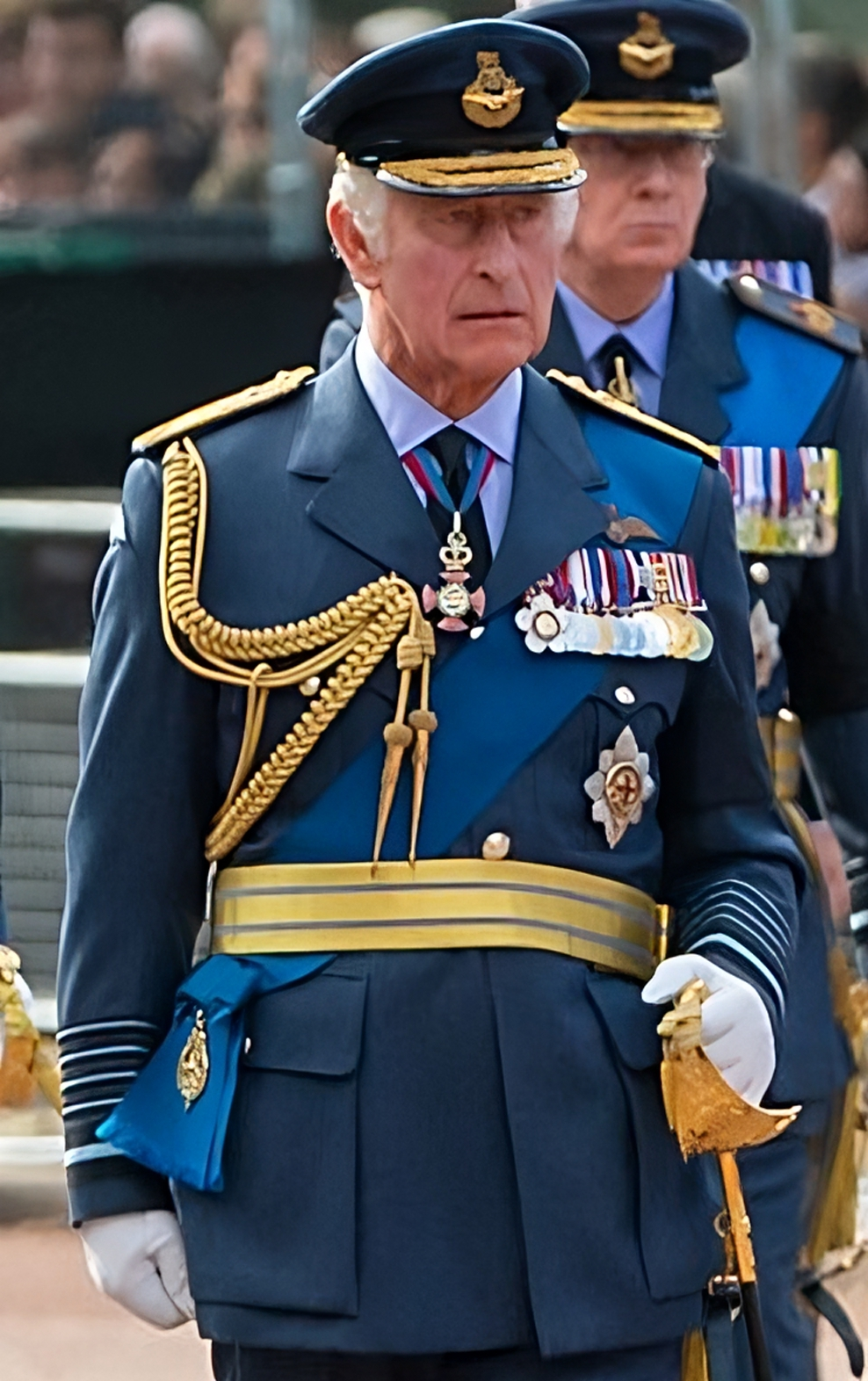
En el cortegi funerari d'Isabel II cap a Westminster Hall sis dies després de la seva mort

S'havia especulat sobre el nom que triaria Carles per a la seva successió al tron. El 2005, es va informar que Carles havia suggerit que podria optar per regnar com Jordi VII en honor al seu avi Jordi VI, i per evitar associacions amb anteriors membres de la reialesa anomenats Carles. L'oficina de Carles va dir en aquest moment que encara no s'havia pres cap decisió. Després de la mort de la reina Elisabet II, Clarence House va confirmar que Carles usaria el nom regnal "Carles III".
Carles va pronunciar el seu primer discurs a la nació el 9 de setembre a les 18:00 BST, en què va lamentar la mort de la seva mare i va proclamar el seu fill Guillem com a Príncep de Gal·les.
El 10 de setembre del 2022, Carles va ser proclamat públicament rei pel Consell d'Adhesió. La cerimònia va ser televisada per primera vegada. Entre els assistents hi havia Guillem, príncep de Gal·les, la reina consort Camilla, la primera ministra britànica Liz Truss, i els seus predecessors John Major, Tony Blair, Gordon Brown, David Cameron, Theresa May i Boris Johnson.
El febrer de 2024 el Palau de Buckingham anuncià que el rei Carles III del Regne Unit havia estat diagnosticat amb càncer i que es retirava un temps de la vida pública.

## Relacions i matrimonis

### Primer matrimoni

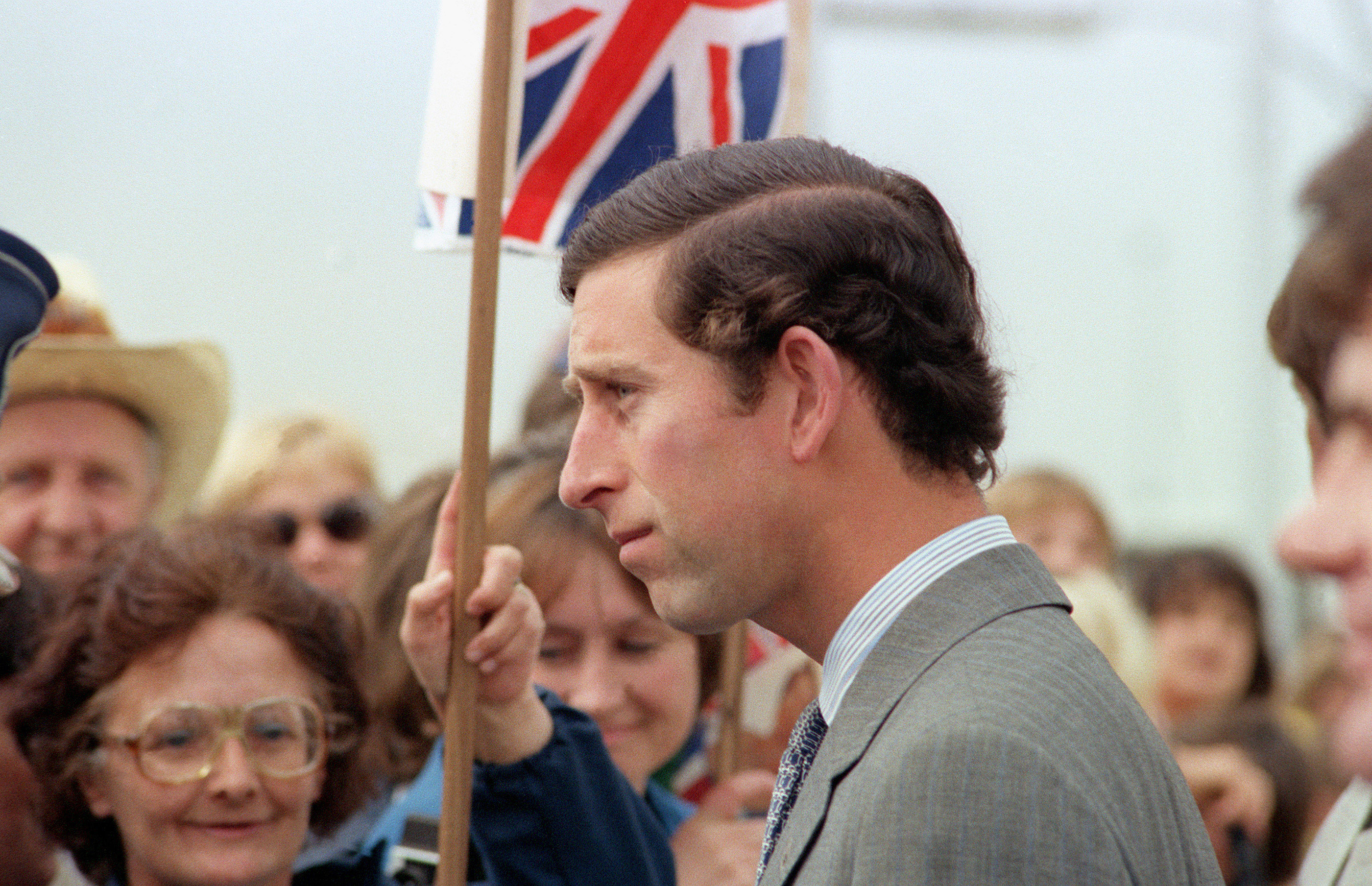
El príncep Carles d'Anglaterra durant una visita als Estats Units el 1981.

El 29 de juliol de 1981 va contreure matrimoni en la catedral de Sant Pau amb l'aristòcrata Lady Diana Spencer, filla del Comte Spencer, la qual treballava com a professora d'una escola bressol. Totes les cases reials van assistir a l'enllaç amb l'excepció del rei espanyol Joan Carles I, que va declinar la invitació, ja que el viatge de nuvis de la parella incloïa una escala a Gibraltar.
Després del matrimoni, Lady Diana es convertiria en Sa Altesa Reial La Princesa de Gal·les la qual es va convertir en una estrella mediàtica, perseguida per la premsa i imitada per molts fins i tot en el seu estil de pentinat. La princesa va rebre també moltes crítiques que deien d'ella que posseïa una personalitat inestable. La relació va començar a esquerdar-se a finals dels anys 80 de forma pública i finalment a l'inici de la dècada del 90 el distanciament entre ambdós era evident. La premsa del cor va aprofitar àmpliament la situació per a realçar a una solitària i rebel Lady Di i deixar al Príncep de Gal·les com un ésser avorrit subjecte als rígids costums monàrquics enfront de l'opinió pública.
El 1992 el matrimoni es va separar de fet, separació que va acabar en divorci el 28 d'agost de 1996, la Princesa de Gal·les perdria el tractament d'Altesa Reial però conservaria el títol de Princesa de Gal·les.
Els prínceps de Gal·les van tenir dos fills: Guillem de Gal·les (William) i Enric (Harry). El 31 d'agost de 1997 Diana, Princesa de Gal·les va morir en un accident d'automòbil a París. El paper de pare en solitari de Carles li va donar la popularitat que havia perdut a principis dels anys 1990 amb l'inici de la seva crisi matrimonial.
Quan va morir Diana de Gal·les, Carles i Camil·la Parker-Bowles ja havien solidificat una relació i aquesta es convertiria en la segona esposa del príncep Carles.

### Segon matrimoni
Les relacions de Carles amb Camil·la Parker-Bowles s'havien iniciat molts anys enrere i es van mantenir fins i tot durant el seu matrimoni amb la Princesa de Gal·les. Després de la mort d'aquesta, Camil·la es va convertir en la companya no-oficial de Carles en molts actes públics.
En el moment que va accedir al tron, Carles es va convertir també en Governador Suprem de l'Església d'Anglaterra. Aquesta circumstància va generar polèmica davant la possibilitat del casament de l'hereu amb una dona amb la qual havia mantingut relacions mentre ambdós estaven casats. Amb el temps, tant l'opinió pública com l'església van arribar al convenciment que el matrimoni podria ser convenient.
El 9 d'abril de 2005, Carles va contreure matrimoni amb Camil·la en una cerimònia civil celebrada a l'ajuntament de Windsor. Les noces, previstes pel dia 8, van haver de retardar-se un dia a causa dels funerals pel papa Joan Pau II. Carles és el primer membre de la reialesa britànica que contreu matrimoni civil. Amb el matrimoni, Camil·la va rebre el títol de Duquessa de Cornualla.

## Residències i finances

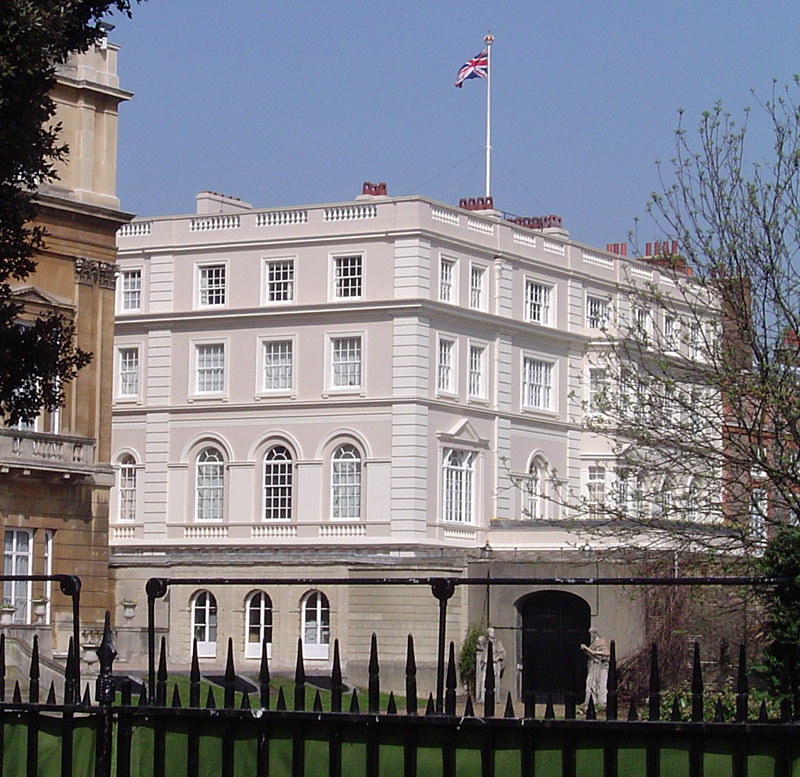
Clarence House, la residència oficial de Carles com a príncep de Gal·les

Clarence House, anteriorment la residència de la Reina Isabel La Reina Mare, va ser la residència oficial de Carles a Londres des del 2003, després de ser renovada amb un cost de 4,5 milions de lliures esterlines. Anteriorment va compartir els apartaments 8 i 9 del Palau de Kensington amb la seva dona Diana, abans de traslladar-se a la York House, al Palau de St James, que va seguir sent la seva residència principal fins al 2003. Com a príncep, la seva principal font d'ingressos procedia del Ducat de Cornualla, que posseeix 133.658 acres de terra (unes 54.090 hectàrees), incloent propietats agrícoles, residencials i comercials, així com una cartera d'inversions. Highgrove House, a Gloucestershire, és propietat del Ducat de Cornualla, havent estat adquirida per al seu ús en 1980, i que Carles lloga per 336.000 lliures esterlines a l'any. Cornualla al novembre de 2013 assenyalant que el ducat va tenir un bon exercici el 2012-13, augmentant els seus ingressos totals i produint un superàvit global de 19,1 milions de lliures esterlines.
El 2007, Carles va comprar una propietat de 192 acres (150 acres de pastures i parcs, i 40 acres de boscos) a Carmarthenshire, i va sol·licitar permís per convertir la granja en una casa gal·lesa per a ell i la duquessa de Cornualla, que es llogaria com pisos de vacances quan la parella no fos a la zona. Una família veïna va dir que les propostes incomplien la normativa urbanística local, i la sol·licitud es va suspendre temporalment mentre s'elaborava un informe sobre com afectarien les alteracions a la població local de ratpenats. Carles i Camilla es van allotjar per primera vegada a la nova propietat, anomenada Llwynywermod, el juny de 2008. També s'allotgen a Birkhall durant algunes vacances, que és una residència privada a la finca del castell de Balmoral, a Escòcia, i que va ser utilitzada anteriorment per la reina Isabel La Reina Mare.
El 2016, es va informar que les seves propietats rebien 100.000 lliures esterlines a l'any en concepte de subvencions agrícoles de la Unió Europea. Al desembre de 2012, es va demanar a Her Majesty's Revenue and Customs que investigués la suposada evasió fiscal del Ducat de Cornuallas. El Ducat de Cornuallas apareix als Papers del Paradís, un conjunt de documents electrònics confidencials relacionats amb inversions en paradisos fiscals que es van filtrar al diari alemany Süddeutsche Zeitung. Els documents mostren que el Ducat va invertir en una empresa de comerç de crèdits de carboni amb seu a les Bermudes dirigida per un dels contemporanis de Carles d'Anglaterra a Cambridge. La inversió es va mantenir en secret, però no hi ha indicis que Carles o el patrimoni hagin evitat el pagament d'impostos al Regne Unit.

## Títols
- 14 de novembre de 1948 – 6 de febrer de 1952: Sa Altesa Reial Príncep Carles d'Edimburg
- 6 de febrer de 1952 – 26 de juliol de 1958: Sa Altesa Reial El Duc de Cornualla
- 26 de juliol de 1958 – present: Sa Altesa Reial El Príncep de Gal·les
- A Escòcia: 6 de febrer de 1952 – present: Sa Altesa Reial El Duc de Rothesay
- 8 de setembre de 2022 – present: Sa Majestat El Rei.

Carles ha ostentat, entre d'altres, els títols de Príncep de Gal·les i Comte de Chester, Duc de Cornualla, Duc de Rothesay, Comte de Carrick, Baró de Renfrew, Senyor de les Illes, Príncep i Gran Senescal d'Escòcia i Duc d'Edimburg.